# باول وليامز (لاعب كرة قدم)
باول وليامز (بالإنجليزية: Paul Williams)‏ (11 سبتمبر 1969 بليستر في المملكة المتحدة - ) هو لاعب كرة قدم بريطاني في مركز الدفاع. لعب مع ستوكبورت كونتي وكوفنتري سيتي وليستر سيتي ونادي بليموث أرجايل ونادي بوري ونادي غيلينغهام وهدرسفيلد تاون ووست بروميتش ألبيون وليه جنيسيس ‏.

## وصلات خارجية
- بول وليامز على موقع قاعدة بيانات كرة القدم.إي يو (الإنجليزية)
- بول وليامز على موقع Soccerbase.com (لاعب) (الإنجليزية)
- بول وليامز على موقع عالم كرة القدم.نت (الإنجليزية)